# Ceratophysella sedecimocellata
Ceratophysella sedecimocellata är en urinsektsart som först beskrevs av Riozo Yosii 1962.  Ceratophysella sedecimocellata ingår i släktet Ceratophysella och familjen Hypogastruridae. Inga underarter finns listade i Catalogue of Life.